# Karol Hiller
Pour les articles homonymes, voir Hiller.
Karol Hiller est un peintre, graphiste et photographe polonais, né le 6 décembre 1891 à Łódź et mort en décembre 1939 dans la forêt de Lućmierz près de Łódź, exécuté par la Gestapo.
Il est un représentant du constructivisme dans les années 1920, puis de l'art abstrait organique dans les années 1930.

## Œuvre
Après la Première Guerre mondiale, il étudie à l'académie des Beaux-Arts de Kiev. Il y apprend une ancienne technique de la peinture byzantine, la tempera, qu'il réutilise dans ses premières peintures, des portraits réalistes. Les œuvres de sa période de la maturité, à la fin des années 1920, influencées par le cubisme, assemblent des motifs géométriques et représentent souvent des paysages industriels et urbains.
Karol Hiller est aussi l'inventeur d'une technique héliographique, l'heliografika (pl).
Dans les années 1930, il abandonne les formes géométriques pour créer des compositions abstraites aux motifs organiques.
Karol Hiller a illustré de nombreux livres, en particulier la couverture d'Initiation à la cosmonautique d'Ary Sternfeld.

Œuvres
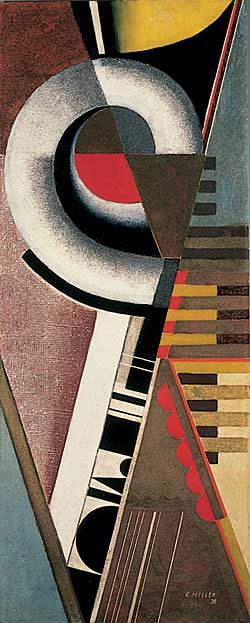
Kompozycja ze spiralą, 1928.
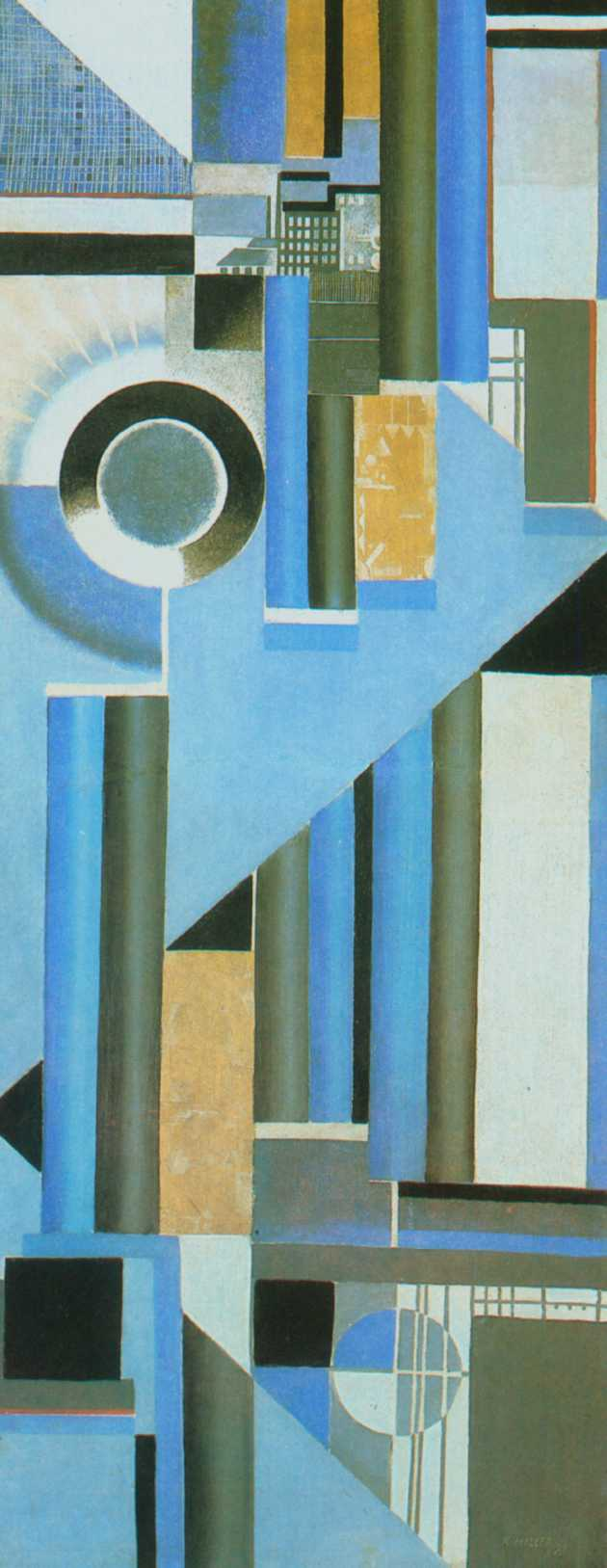
Composition « O », 1928.
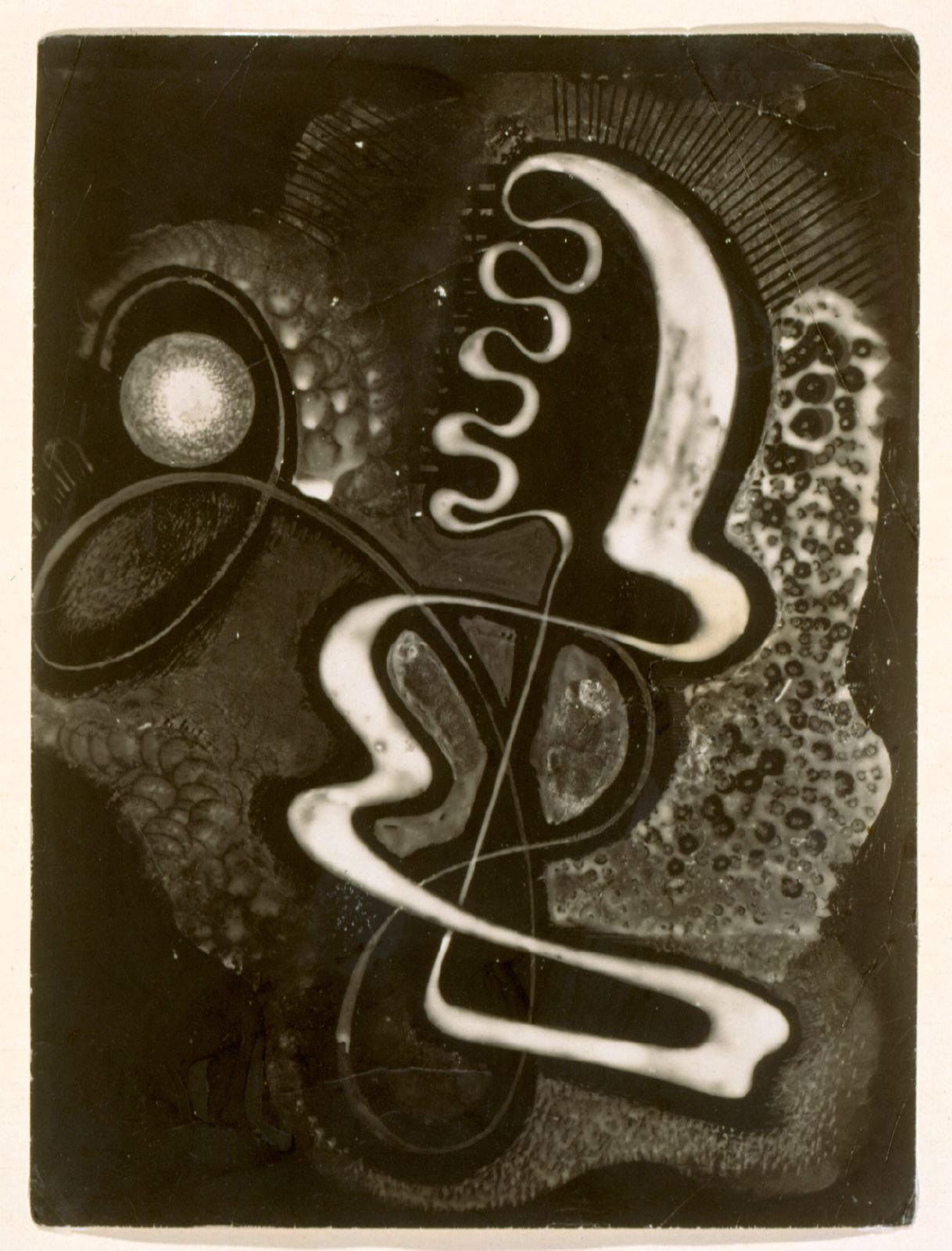
Héliographie, 1930.
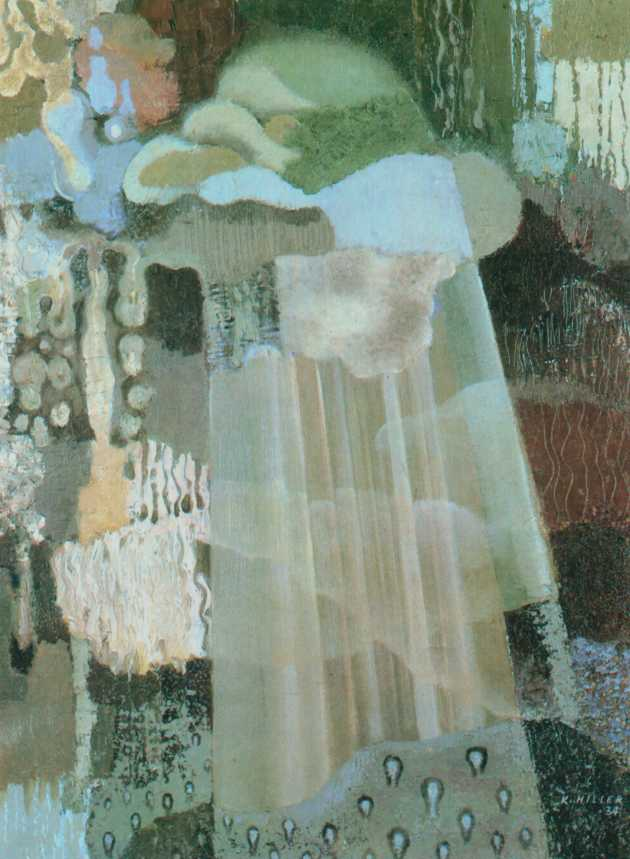
Pluie (Deszcz), 1934.
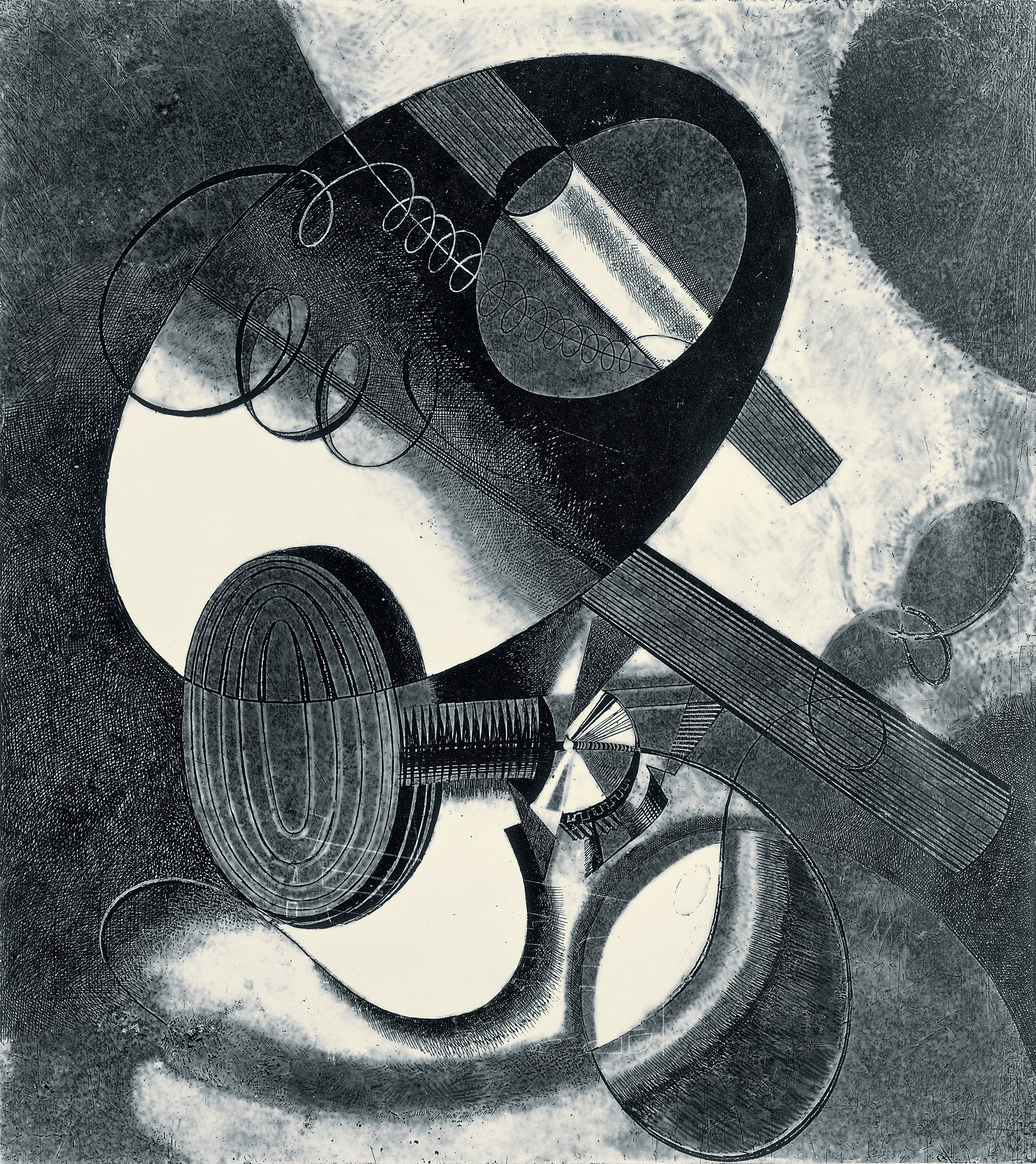
Composition héliographique (XXIX), 1936-1937, Muzeum Sztuki w Łodzi (pl).
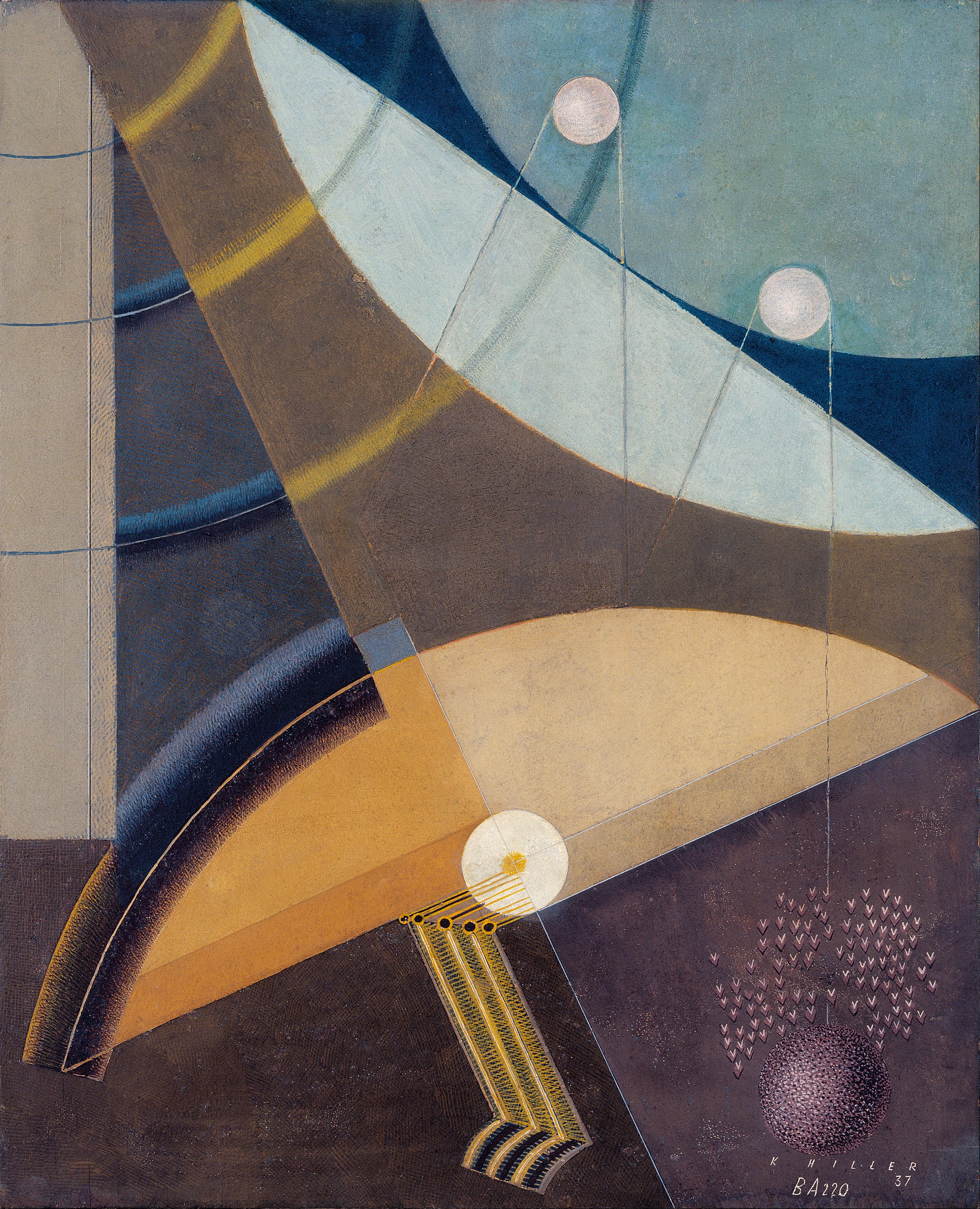
Kompozycja BA220, peinture, Muzeum Sztuki w Łodzi, 1937.

## Liste des œuvres
- Kompozycja ze spiralą, 1928
- Composition « O » (Kompozycja « O »), 1928
- Kompozycja heliograficzna (IX)[2], vers 1934
- Cylindres (Walce), 1938